# Contrat de franchise en droit français
Pour les articles homonymes, voir Contrat de franchise.
En droit français, le contrat de franchise est le contrat par lequel un « franchiseur » transfère, d'une part, à un tiers indépendant, le franchisé, son savoir-faire, à charge à ce dernier d'en faire un usage conforme, d'autre part, met à disposition les signes de ralliement du franchiseur (notamment la marque ou l'enseigne), encadre le développement d'un site Internet, et s'engage, en contrepartie de ces droits d'utilisation, à une assistance technique et commerciale pendant toute la durée du contrat.

## France

### Encadrement juridique du contrat de franchise
En France, il n'existe pas à proprement parler de « droit de la franchise ». Ce système de distribution moderne obéit naturellement au droit des contrats, droit commercial, au droit de la concurrence, au droit de la distribution, au droit des marques, au droit social, au droit pénal, etc.
Différentes interventions législatives ont apporté un encadrement juridique au contrat de franchise.
En premier lieu, et concernant les interventions législatives spécifiques à la franchise, les contrats de franchise ont fait l'objet d'une intervention législative dérivée par l'adoption le 30 novembre 1988 d'un règlement d'exemption (4087/88/CE) par la Commission européenne. L'adoption de ce texte de droit dérivé européen faisait suite à l'arrêt de la Cour de Justice des Communautés Européennes du 28 janvier 1986 dit Pronuptia. Arrêt fondateur au bénéfice duquel la CJCE, a examiné la compatibilité du contrat de franchise avec l'article 81 du Traité de Rome.
De même, lors de l'adoption du nouveau Règlement dit « Rome I », il a été adopté une règle supplétive de conflit de loi en l'absence de choix du droit applicable au contrat par les parties, dans l'article 4f spécifique au contrat de franchise. À défaut de choix, les contrats seront soumis au droit du pays de résidence du franchisé.
En second lieu et concernant les interventions législatives non spécifiques à la franchise ; pour faire face à certaines dérives constatées au cours des années 1970-80, la loi Doubin a été adoptée. La loi Doubin s'inspire elle-même d'un texte fondateur au niveau européen : le code de déontologie européen, qui pose les bases des pratiques à respecter entre le franchiseur et son futur franchisé.
Elle ne vise pas spécifiquement les contrats de franchise, mais ses conditions d'application sont larges et nombre de réseaux de distribution ou de service y sont soumis. La loi Doubin a été codifiée depuis des ordonnances de septembre 2000 à l'article L 330-3 du Code de commerce. L'objet de la loi est l'imposition d'une information pré-contractuelle codifiée. Au titre de la loi, celui qui transfère un droit d'usage d'un signe distinctif (enseigne, marque, dénomination commerciale) en contrepartie d'une exclusivité ou quasi-exclusivité doit fournir, 20 jours avant toute signature de contrat conclu dans l'intérêt commun des parties ou remise d'argent, une information précontractuelle concernant l'entreprise (dénomination, références bancaires, comptes sociaux...) et ses dirigeants, le réseau de distribution (nombre de points de vente, localisation, nombre de relations ayant pris fin dans les derniers douze mois...), le marché (local et national), les prévisions de développement et le contrat. La réforme du droit des contrats a pour partie modifié le devoir d’information pesant sur le franchiseur et a érigé un devoir du franchisé d’informer son franchiseur (Lettre des Réseaux, 6 sept. 2016.

### Le plan d'un contrat de franchise
Un contrat de franchise doit être structuré, facile à lire et construit sur un plan clair. Un exemple est donné ci-dessous :
- Le préambule
- L'objet du contrat
- Le savoir faire lié au concept
- L'exécution du contrat
- Les conditions financières
- Les règles générales
- La durée du contrat et la fin du contrat
- Les dispositions diverses
- Les annexes

### La licence de marque
Dans le contrat de franchise, le franchiseur accorde au franchisé un droit d'utilisation de sa marque pour un nombre de points de vente définis, un temps défini et, généralement, un territoire défini. Le franchisé n'acquiert aucun droit sur la marque.

### La clause de non-concurrence
Les clauses de non-affiliation ou de non-concurrence peuvent être considérées comme inhérentes à la franchise, dans la mesure où elles permettent d'assurer la protection du savoir-faire transmis, qui ne doit profiter qu'aux membres du réseau, et de laisser au franchiseur le temps de réinstaller un franchisé dans la zone d'exclusivité. Ces clauses doivent néanmoins rester proportionnées à l'objectif qu'elles poursuivent, et supposent l'existence d'un savoir-faire suffisamment consistant à protéger. Par ailleurs, les clauses de non-concurrence doivent satisfaire une double condition : leur stipulation doit être nécessaire à la préservation des intérêts d'un contractant, et elles ne doivent pas porter atteinte à l'intérêt général, notamment au regard du droit de la concurrence. L'analyse menée par les spécialistes de la matière montre même que ses conditions de validité s’apprécient désormais au regard de la liberté d'entreprendre, des notions de déséquilibre significatif et d’entente, et de l’article L. 341-2 du Code de commerce.
La Cour d'appel de Versailles a reconnu la validité de la clause de non-concurrence pendant le cours du contrat de franchise ou à son expiration, cette prorogation étant justifiée par la protection du réseau au regard du droit de propriété intellectuelle du franchiseur ou d'identité commune ou de réputation du réseau. Ainsi, la clause interdisant seulement le franchisé de concurrencer les produits du franchiseur a été reconnue valable. En revanche, la Cour de cassation a conclu à la nullité de la clause qui interdit au franchisé l'exercice d'une activité analogue après la fin du contrat, cette clause procurant au franchiseur un avantage anormal qui n'est pas lié à la protection de la clientèle attachée à ses services ou à la protection de son enseigne.
Cependant, la Cour de cassation a reconnu la validité d'une clause de non-concurrence au regard du droit de l'Union européenne, laquelle imposait au franchisé de ne pas utiliser pendant un an à compter de la résiliation du contrat une enseigne de renommée nationale ou régionale, et à ne pas offrir les marchandises liées dans un rayon de cinq kilomètres. Les juges du fond ont exercé un contrôle de proportionnalité, et ont démontré que cette clause était nécessaire à la protection des droits de propriété intellectuelle du franchiseur ou au maintien de l'identité commune et de la réputation du réseau. En second lieu, la Cour d'appel avait démontré le caractère limité de cette clause, qui visait uniquement à interdire l'usage d'une enseigne de renommée régionale ou nationale, et non pas la poursuite d'une activité commerciale identique sous une autre enseigne.
Il est intéressant d'observer que le juge des référés peut ordonner la cessation d’une activité intervenue en violation manifeste d’une clause de non-concurrence post-contractuelle insérée dans un contrat de franchise.

### La clause d'approvisionnement exclusif
La clause qui impose au franchisé de s'approvisionner auprès du franchiseur exclusivement en produits portant sa marque ou en produits agréés par lui peut, à certaines conditions, être considérée comme ne constituant pas une restriction de concurrence. Ainsi, le Conseil de la concurrence a reconnu la validité de la clause d'approvisionnement exclusif ayant pour objet de préserver l'image de marque d'un réseau de franchise.
En effet, le règlement du 30 novembre 1998 prévoit, en son article 2e, « [l'] exclusion du champ d'application de l'article 85 § 1 TCE, dans la mesure où elles sont nécessaires pour maintenir l'identité commune ou la réputation du réseau franchisé, les obligations qui imposent au franchisé de vendre ou d'utiliser dans le cadre de prestations de services, des produits fabriqués par le franchiseur ou par des tiers désignés par lui, lorsqu'il n'est pas possible en pratique, en raison de la nature des produits qui font l'objet de la franchise, d'appliquer des spécifications objectives de qualité. »
Ainsi, il appartient au franchisé qui se prévaut d'une clause d'approvisionnement exclusif de démontrer concrètement en quoi cette clause est indispensable pour préserver l'identité et la réputation du réseau de franchise. Par ailleurs, le franchiseur doit limiter la liste des produits en approvisionnement exclusif à ceux qui sont nécessaires au maintien de l'identité du réseau. Le Conseil de la concurrence a ainsi validé une clause d'approvisionnement exclusif auprès des fournisseurs référencés par le franchiseur, au motif que cette clause n'emportait aucune restriction de la liberté des franchisés de se fournir en produits de qualité équivalente, surtout lorsque les franchisés pouvaient demander le référencement d'autres fournisseurs.
Il est intéressant d'observer que le juge des référés peut prescrire toute mesure propre à faire respecter le respect par le franchisé de son obligation d'approvisionnement .
Si la durée pour laquelle une clause d’exclusivité est prévue ne peut excéder dix ans en application de l’article L. 330-1 du Code de commerce, le fait d’accepter un engagement plus long ou ne comportant pas de limite, n’entraîne pas la nullité de la stipulation, mais la réduction de la durée d’efficacité de la clause au délai légal maximum (CA Douai, 24 janvier 2013, n°11/06247).

### La clause d'intuitu personæ
La clause d'intuitu personæ est une clause essentielle d'un contrat de franchise. Elle a pour objet de faire entrer dans le champ contractuel le fait que l'une ou l'autre, ou les deux parties, ont conclu le contrat de franchise en considération de l'identité de l'une des parties ou des deux.
En vertu de deux décisions du 3 juin 2008, la chambre commerciale de la Cour de cassation a rappelé qu'en l'absence de stipulation expresse à cet effet dans le contrat, un franchiseur ne pouvait céder un contrat de franchise qu'il aurait conclu à une tierce société - par le biais d'un apport partiel d'actif ou d'une fusion absorption - sans l'accord dudit franchisé.

### La clause d'exclusivité territoriale
La Cour de cassation a énoncé qu'aucune disposition légale ou réglementaire n'impose une exclusivité territoriale au profit du franchisé, même en présence d'une clause d'approvisionnement exclusif dont il est débiteur. Ainsi, le franchisé ne peut exiger une exclusivité territoriale si le savoir-faire transmis ne le justifie pas, et l'absence de clause d'exclusivité territoriale n'est pas une cause de nullité du contrat de franchise.
Si la clause d'exclusivité territoriale n'est pas de l'essence du contrat de franchise, le respect de l'exclusivité au profit du franchisé, lorsqu'elle stipulée, est une obligation essentielle du franchiseur. Toutefois, la Cour de cassation a jugé qu'en présence d'une clause d'exclusivité territoriale, des ventes de sauvages dans le territoire du franchiseur ne constituent pas des manquements à cette exclusivité. À défaut de stipulation suffisamment précise, la clause d'exclusivité territoriale doit être interprété favorablement à son débiteur : ainsi, la Cour de cassation a exclu la vente sur Internet du périmètre de l'exclusivité consentie dans un secteur géographique déterminé.
L'exclusivité territoriale n'est donc pas consubstantielle au contrat de franchise qui, de ce point de vue, se différencie du contrat de concession.

#### Définition de la franchise
La franchise ou franchisage est un système de commercialisation de produits et/ou de services et/ou de technologies, basé sur une collaboration étroite et continue entre des entreprises juridiquement et financièrement distinctes et indépendantes, le franchiseur et ses franchisés, dans lequel le franchiseur accorde à ses franchisés le droit, et impose l'obligation d'exploiter une entreprise en conformité avec le concept du franchiseur. Le droit ainsi concédé autorise et oblige le franchisé, en échange d'une contribution financière directe ou indirecte, à utiliser l'enseigne et/ou la marque de produits et/ou de services, et autres droits de propriété intellectuelle, soutenu par l'apport continu d'assistance commerciale et/ou technique, dans le cadre et pour la durée d'un contrat de franchise écrit, conclu entre les parties à cet effet. La double logique juridique et économique du contrat de franchise doit être soulignée.

#### Les principes directeurs
Le franchiseur est l'initiateur d'un « réseau de franchise » constitué du franchiseur et des franchisés et dont il a vocation à assurer la pérennité.
Le franchiseur devra :
- avoir mis au point et exploité avec succès un concept pendant une période raisonnable et dans au moins une unité pilote avant le lancement du réseau ;
- être titulaire des droits sur les signes de ralliement de la clientèle : enseigne, marques et autres signes distinctifs ;
- apporter à ses franchisés une formation initiale et leur apporter continuellement une assistance commerciale et/ou technique pendant toute la durée du contrat.

Le franchisé devra :
- consacrer ses meilleurs efforts au développement du réseau de franchise et au maintien de son identité commune et de sa réputation ;
- fournir au franchiseur les données opérationnelles vérifiables afin de faciliter la détermination des performances et les états financiers requis pour la direction d'une gestion efficace :
- autoriser le franchiseur et/ou ses délégués à avoir accès à ses locaux et à sa comptabilité à des heures raisonnables ;
- ne pas divulguer à des tiers le savoir-faire fourni par le franchiseur ni pendant, ni après la fin du contrat.